# 福岡県立三池工業高等学校
福岡県立三池工業高等学校（ふくおかけんりつ みいけこうぎょう こうとうがっこう）は、福岡県大牟田市上官町四丁目にある県内最南の公立（県立）の高等学校である。通称「三池工業」の名前で呼ばれている。2008年（平成20年）に創立100周年を迎えた。
1965年（昭和40年）の第47回全国高等学校野球選手権大会で、初出場初優勝を飾ったことで有名である。

## 沿革
1908年（明治41年）4月三井家が、その経営する三池炭鉱と附近工場を実習場としてわが国工業界の「志士」を育成する目的で三井工業学校を設立し、終戦後工業高等学校となり、その後福岡県に移管され今日にいたっている。校名は変わったが今日も三井工業で知られている。
- 1908年 私立三井工業学校を福岡県三池郡大牟田町大字稲荷に開設。三年制甲種工業学校（採鉱科、機械科）として発足。
- 1913年 中国建国の志、孫文が本校を視察。扁額寄贈。電気科を設置、第3種電気主任技術者資格許可。
- 1917年 財団法人となる。応用化学科を設置（現在は工業化学科と改称）。
- 1935年 大牟田市上官町4丁目77の現在地に改築移転
- 1938年 第二部採鉱科併置（1944年3月閉鎖）。三井金山技術員養成所併置（1946年3月閉鎖）
- 1948年 学制改革により私立三池工業高等学校と改称
- 1950年 県営移管、福岡県立三池南高等学校と改称。定時制（夜間工業課程、機械、電気、工業化学科）併置
- 1953年 福岡県立三池工業高等学校と改称。創立45周年記念式を挙行し、文化祭、運動会を開催する。
- 1958年 創立50周年記念式を挙行し、慰霊碑、文化祭、運動会の開催、創立五十年史の発刊、本校創設者三井高棟および第二代校長神作濱吉の胸像造立および記念植樹を行う。
- 1961年 工業化学科（全日制）一学級増設し、二学級となる。
- 1962年 機械科（全日制）一学級増設し、二学級となる。
- 1963年 電気科（全日制）一学級増設し、二学級となる。
- 1965年 第47回全国高等学校野球選手権大会で、初出場初優勝を飾る。
- 1966年 採鉱科を開発工学科と改称
- 1968年 創立60周年記念式を挙行し文化祭を行う。
- 1978年 創立70周年記念式を挙行し文化祭を行う。
- 1981年 定時制工業化学科募集停止
- 1982年 開発工学科を開発土木科と改称
- 1986年 工業化学科（一学級）減、情報電子科（一学級）新設
- 1988年 開発土木、機械、電気、工業化学、情報電子の5科体制確立。創立八十周年記念式典を挙行、八十周年記念誌発刊、校訓碑建立、三工祭を行う。
- 1990年 開発土木科を土木科と改称
- 1991年 機械科（全日制）二学級廃止、電子機械科（全日制）二学級新設。大規模改築工事第一期教室棟竣工
- 1992年 大規模改築工事第二期管理棟竣工
- 1996年 大規模改築工事第三期体育館竣工
- 1998年 弓道場（142.8m2）落成。電気科実習棟（437.34m2）落成。創立九十周年記念式典を挙行、三工祭を行う。
- 1999年 校地整備（グランド拡張）工事完成
- 2004年 電気科（一学級）減
- 2008年 創立百周年を記念し龍城館竣工
- 2017年 学科を一新 メカトロニクス系(機械科、情報電子科)2学級、社会基盤系(土木科、工業化学科)1学級、エネルギー系(電気科)1学級の3系5学科4学級体制となる。

## 学科
・全日制(3系5学科4学級)
- メカトロニクス系 電子機械科
- メカトロニクス系 情報電子科
- エネルギー系 電気科
- 社会基盤系 土木科
- 社会基盤系 工業化学科

メカトロニクス系は2学級、社会基盤系は1学級、エネルギー系は1学級となっている。
入試は学科ではなく系を選択して受験し、2学年に上がる際に学科編成がある。
(エネルギー系は電気科となり、学科編成は行われない。)

社会基盤系の場合、工業化学科もしくは土木科を選択する。メカトロニクス系の場合、情報電子科もしくは電子機械科を選択する。

メカトロニクス系は2学級ある為、学科が決まっていないメカトロニクス系の1年生は、メカトロニクス系A組またはB組という扱いになる。

また、メカトロニクス系は学科と同時に学級も分かれるが、社会基盤系の場合は同一の学級内で学科のみが分かれる。

## 資格・検定
国家資格
- 危険物取扱者、消防設備士、電気工事士、電気主任技術者、工事担任者、測量士補、車両系建設機械運転者、公害防止管理者、火薬類保安責任者、情報処理技術者、陸上特殊無線技士、ボイラー技士

全国工業高等学校長協会
- 計算技術検定、情報技術検定、パソコン利用技術検定、リスニング英語検定、基礎製図検定

その他の公的資格・民間資格
- 実用英語技能検定、日本漢字能力検定、パソコン検定試験、日本語ワープロ検定、ディジタル技術検定、トレース技能検定

## 学区
福岡県全域。
熊本県全域（ただし熊本県からの自宅通学者は全科入学定員の10％以内に限る）

## 交通手段
大牟田駅より15・25番系統の路線バスに乗車、三池工業高校前停留所下車。

## 出身者
- 小淵泰輔（野球選手）
- 田中勉（野球選手）
- 苑田聡彦（野球選手）
- 上田卓三（野球選手）
- 猿渡寛茂（野球選手）
- 相本和則（野球選手）
- 矢野俊一（野球選手）
- 中村浩一（野球選手）
- 穴見寛（高校野球指導者）
- 石田宝蔵（政治家）

## その他
前出の通り甲子園で初出場初優勝を飾っているが、その後選抜・選手権大会を通じて一度も甲子園には出場していない。
つまり、甲子園勝率10割の高校であり、これは選手権優勝校では唯一である。（選抜での甲子園勝率10割は徳島県・海南高校（現・海部高校）の例がある）。